# Tay Head
Das Tay Head (in Argentinien Cabo Castex) ist eine felsige Landspitze an der Südküste der Joinville-Insel vor dem nordöstlichen Ende der Antarktischen Halbinsel. Sie ragt 10 km östlich des Mount Alexander in den Firth of Tay hinein.
Das UK Antarctic Place-Names Committee benannte sie 1963 in Anlehnung an die Benennung des Firth of Tay. Argentinische Wissenschaftler benannten sie dagegen in den 1970er Jahren nach Generalmajor Pedro Castex Lainford (1898–1969), dem Leiter der argentinischen Luftstreitkräfte von 1945 bis 1946.